# Holger Schlierf

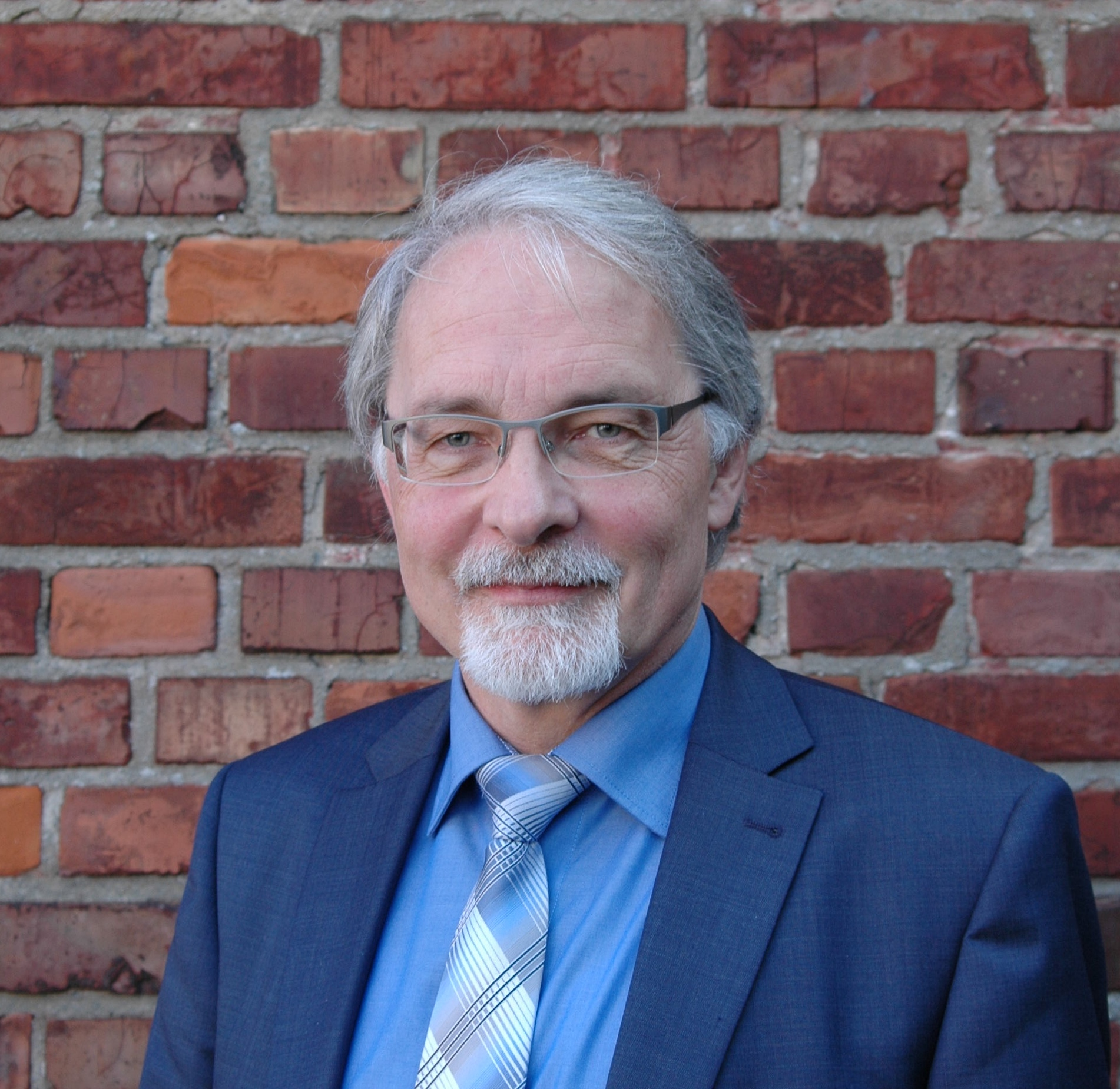
Holger Schlierf (2014)

Holger Schlierf (* 1954 in Wesel, Nordrhein-Westfalen) ist ein deutscher parteiloser Politiker. Von 2001 bis 2015 war er Bürgermeister von Hamminkeln.

## Leben
Schlierf besuchte das Staatliche alt- und neusprachliche Gymnasium Wesel (heutiger Name Konrad-Duden-Gymnasium Wesel) und machte dort 1974 sein Abitur. Nach dem anschließenden Wehrdienst studierte er Rechtswissenschaften an der Westfälischen Wilhelmsuniversität Münster. Nach dem Studium wurde er Assessor in einer Rechtsanwaltskanzlei in Duisburg. Danach arbeitete er als Kreisverbandsdirektor in der Kreisstelle Wesel des Rheinischen Landwirtschafts-Verbandes.
1990 wurde Schlierf zum Beigeordneten der Gemeinde Hamminkeln gewählt. 1998 erfolgte seine Wiederwahl. Am 10. Juni 2001 wurde er in einer Direktwahl, die durch den Tod des bisherigen Bürgermeisters Heinrich Meyers Ende 2000 nötig geworden war, zum hauptamtlichen Bürgermeister der Stadt Hamminkeln gewählt. 2009 erfolgte seine Wiederwahl. Bei der Bürgermeisterwahl 2015 verzichtete er auf eine erneute Kandidatur. Neuer Bürgermeister wurde Bernd Romanski.
In Schlierfs Amtszeit fallen die wesentlichen Beschlüsse des Heimatvereins in Dingden, dem im Norden gelegenen Stadtteil außerhalb der eigentlichen Stadt, dort das Humberghaus als einen Geschichtsort zur Erinnerung an die einzige jüdische Familie herzurichten. Schlierf hat die Verhandlung als Jurist und als Bürgermeister erfolgreich begleitet.
Schlierf ist verheiratet und hat drei Kinder, einen Sohn und zwei Töchter.